# United States Northern Command
Le United States Northern Command ou NORTHCOM (littéralement « commandement Nord des États-Unis ») est un des onze Unified Combatant Command dépendant du département de la Défense des États-Unis (DoD).

## Mission
Créé le 1er octobre 2002 en réponse au 11 septembre, sa mission est de protéger et sanctuariser le territoire des États-Unis et d’apporter un appui aux autorités locales, des États des États-Unis ou fédérales.

## Effectifs
Le United States Northern Command a un effectif d’à peu près 1 200 personnes, militaires et civiles, dont peu sont affectées de manière permanente. Pour remplir sa mission, il peut faire appel à toutes les branches des forces armées des États-Unis.

## Organisation

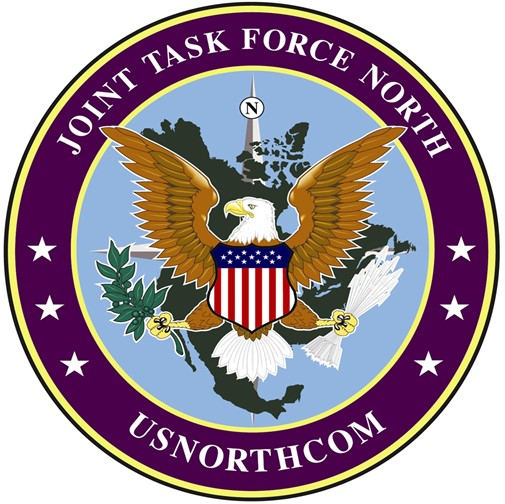
Emblème du Joint Task Force North, l'unité antiterroriste rattaché à ce commandement.

Le NORTHCOM est composé des commandements suivants :
- Joint Force Headquarters National Capital Region ;
- Joint Task Force Alaska ;
- Joint Task Force Civil Support ;
- Joint Task Force North ;
- Standing Joint Force Headquarters ;
- United States Army North (ARNORTH) de l'United States Army ;
- Air Force North de l'United States Air Force ;
- United States Fleet Forces Command (USFF) de l'United States Navy.

## Localisation
Le chef du United States Northern Command est en même temps chef du US-Canadian North American Air Defense Command (NORAD) qui sont basés tous les deux à Peterson Air Force Base à Colorado Springs, Colorado qui recevra d'ici 2008 une partie des activités de Cheyenne Mountain.

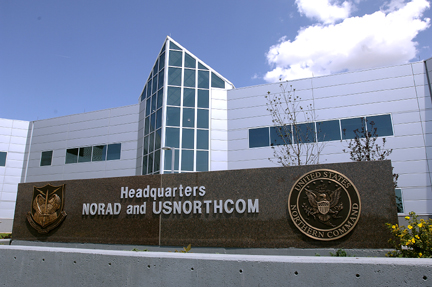
Le nouveau quartier-général du NORAD et du Nortcom depuis 2006.

## Zone géographique
Le NORTHCOM exerce ses responsabilités sur une grande partie de l’Amérique du Nord, de la frontière du Mexique avec ses voisins d'Amérique centrale jusqu’aux territoires arctiques du Canada. L’Alaska, cependant, se partage entre le NORTHCOM et le United States Pacific Command tandis que le Groenland se partage entre le NORTHCOM et le United States European Command. Hawaii est seulement sous la juridiction du PACOM.
Le Canada n’accepte pas l’ingérence du NORTHCOM sur le territoire canadien, en termes de responsabilité et de sécurité, réduisant d’autant leur souveraineté nationale. Le Mexique ne fait pas partie de cette nouvelle organisation militaire.
Le Pentagone envisage également la supervision du Groenland du Commandement américain en Europe (EUCOM) au Commandement nord des États-Unis.

## Liste des commandants

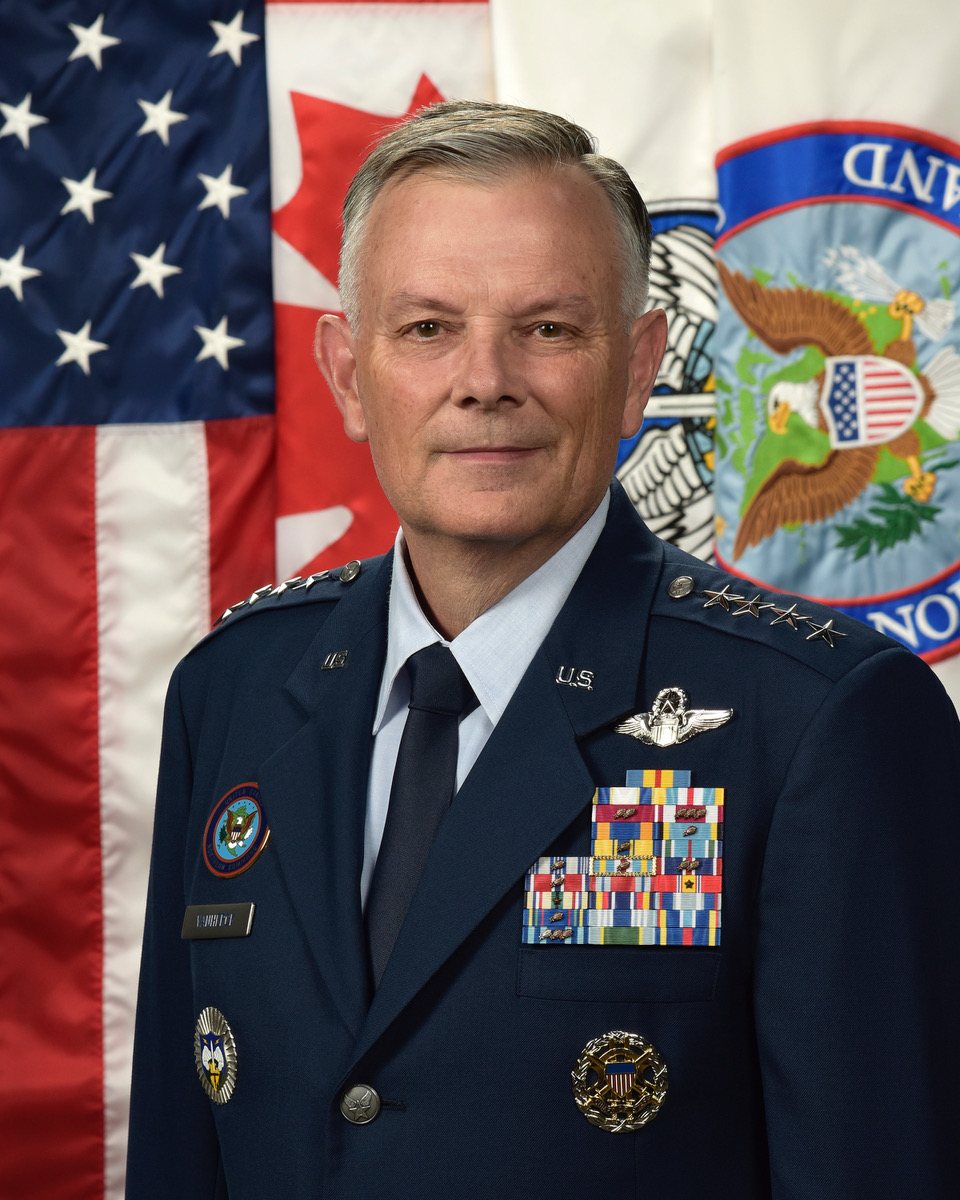
Général Glen D. VanHerck, commandant actuel.

|    | Nom                            | Branche                 | Début du commandement | Fin du commandement |
| -- | ------------------------------ | ----------------------- | --------------------- | ------------------- |
| 1. | Gen. Ralph E. Eberhart         | United States Air Force | 22 octobre 2002       | 5 novembre 2004     |
| 2. | Amiral Timothy J. Keating      | United States Navy      | 5 novembre 2004       | 23 mars 2007        |
| 3. | Gen. Victor E. Renuart Jr.     | United States Air Force | 23 mars 2007          | 19 mai 2010         |
| 4. | Amiral James A. Winnefeld      | United States Navy      | 19 mai 2010           | 3 août 2011         |
| 5. | Gen. Charles H. Jacoby         | United States Army      | 3 août 2011           | 5 décembre 2014     |
| 6. | Adm. William E. Gortney        | United States Navy      | 5 décembre 2014       | 13 mai 2016         |
| 7. | Gen. Lori J. Robinson          | United States Air Force | 13 mai 2016           | 24 mai 2018         |
| 8. | Gen. Terrence J. O'Shaughnessy | United States Air Force | 24 mai 2018           | 20 août 2020        |
| 9. | Gen. Glen D. VanHerck          | United States Air Force | 20 août 2020          |                     |